# Leonel Parris
Leonel Parris (Panamá, Panamá, 13 de junio de 1982) es un exfutbolista que juega como defensa.

## Trayectoria

### Club Deportivo Plaza Amador
Leonel Parris debutó profesionalmente en el año 2005 jugando para el Club Deportivo Plaza Amador, club con el que se había formado desde las fuerzas básicas. Con este equipo Leonel Parris jugó solamente por tres años. Salió de este club en el año 2007, cuando fichó por el Chorrillo Fútbol Club, club con el que permaneció por un año.

### Chorrillo Fútbol Club
En el año 2007 Leonel Parris llega al Chorrillo Fútbol Club después de haber jugado por tres años con Club Deportivo Plaza Amador. Con este club, Parris jugó por un año, pero no tuvo una excelente participación y fue la razón por la cual salió de este club habiendo jugado solamente por un año, luego fichó con el Tauro Fútbol Club, club con el que juega actualmente.

### Tauro Fútbol Club
En el año 2008 Leonel Parris llega al Tauro Fútbol Club, después de haber jugado con el Club Deportivo Plaza Amador y con el Chorrillo Fútbol Club. Con el Tauro Fútbol Club, Leonel Parris se ha convertido en un jugador emblemático, sumando un total de 70 partidos disputados y 2 goles anotados con la camiseta de este club. Ha participado en la Concacaf Liga Campeones con este club. Ha conseguido dos títulos con este club, uno en el Apertura 2010 y otro en el Clausura 2012. Su buena participación ha sido la razón de que sea seleccionado nacional con la Selección de fútbol de Panamá. En el segundo semestre de 2014, fue contratado por el Uniautónoma F.C. de la Categoría Primera A de Colombia.

## Selección nacional
Leonel Parris juega con la Selección de fútbol de Panamá desde el año 2005. Ha jugado un total de diecinueve partidos y no ha conseguido anotar goles con esta selección.
En el año 2013 disputó la Copa Centroamericana 2013, disputada en Costa Rica, torneo en el que su selección fue eliminada en la primera ronda, pero consiguió un puesto para la Copa de Oro de la Concacaf 2013 al vencer a la Selección de fútbol de Guatemala por un marcador de 3 goles a 1.
Leonel Parris ha sido internacional diecinueve veces con la Selección de fútbol de Panamá e hizo su debut con esta selección en el año 2010. Fue miembro de la selección que terminó subcampeona en la Copa de Oro de la Concacaf 2013, en este torneo disputó cinco partidos.
También fue parte de la selección panameña dirigida por el entrenador Julio César Dely Valdés que disputó las Eliminatorias para la Copa Mundial de Fútbol de 2014 que se realizara en Brasil.

### Participaciones en Copas Centroamericana
| Copa Centroamericana      | Sede       | Resultado    |
| ------------------------- | ---------- | ------------ |
| Copa Centroamericana 2013 | Costa Rica | Quinto Lugar |

### Participaciones en Copas de Oro de la Concacaf
| Copa de Oro                     | Sede           | Resultado  |
| ------------------------------- | -------------- | ---------- |
| Copa de Oro de la Concacaf 2013 | Estados Unidos | Subcampeón |

## Clubes
| Club                | País     | Año         |
| ------------------- | -------- | ----------- |
| Plaza Amador        | Panamá   | 2005 - 2007 |
| Chorrillo           | Panamá   | 2007 - 2008 |
| Tauro               | Panamá   | 2008 - 2014 |
| Uniautónoma         | Colombia | 2014        |
| Tauro               | Panamá   | 2015        |
| Chorrillo           | Panamá   | 2016        |
| Atlético Veragüense | Panamá   | 2016 - 2017 |
| Chorrillo           | Panamá   | 2017 - 2018 |
| Alianza FC          | Panamá   | 2018        |

## Palmarés

### Campeonatos nacionales
| Título                  | Club              | País   | Año           |
| ----------------------- | ----------------- | ------ | ------------- |
| Liga Panameña de Fútbol | Tauro Fútbol Club | Panamá | Apertura 2010 |
| Liga Panameña de Fútbol | Tauro Fútbol Club | Panamá | Clausura 2012 |